# Övre Örevattnet
Övre Örevattnet är en sjö i Lilla Edets kommun i Västergötland och ingår i Göta älvs huvudavrinningsområde. Sjön är 6 meter djup, har en yta på 0,036 kvadratkilometer och befinner sig 145 meter över havet.